# Севикли Хилс (Пенсилванија)
Севикли Хилс (енгл. Sewickley Hills) град је у америчкој савезној држави Пенсилванија.

## Демографија
По попису из 2010. године број становника је 639, што је 13 (-2,0%) становника мање него 2000. године.
| Група             | 2000.       | 2010.       |
| Белци             | 610 (93,6%) | 601 (94,1%) |
| Афроамериканци    | 16 (2,5%)   | 15 (2,3%)   |
| Азијати           | 12 (1,8%)   | 9 (1,4%)    |
| Хиспаноамериканци | 11 (1,7%)   | 12 (1,9%)   |
| Укупно            | 652         | 639         |